# Шахбаз, Владимир Абдель Салям
Влади́мир Абде́ль Саля́м Шахба́з (Не́стеров) (род. 11 июля 1979, Москва) — российский журналист, телеведущий и радиоведущий.

## Биография
Владимир Нестеров (Шахбаз) родился 11 июля 1979 года в Москве.
В 1993 году сыграл одну из главных ролей в российско-германском фильме «Свистун».
В 2001 году окончил романо-германское отделение филологического факультета Московского государственного университета им. М. В. Ломоносова. В студенческие годы писал песни, был вокалистом ВИА «Маргарита».
В 2005 году завершил обучение в аспирантуре, защитив диссертацию на соискание учёной степени кандидата филологических наук на тему «Слова арабского происхождения на территории романо-германского лингвистического ареала: Пути вхождения» по двум специальностям: романские языки и сравнительно-сопоставительное языкознание.
Во время учёбы проходил научную практику в Швейцарии и Италии. Специалист по языкам и культуре Западной Европы. Владеет английским, испанским, итальянским, на базовом уровне — французским и немецким языками.

### Работа в СМИ
В студенческие годы был внештатным сотрудником газеты «Аргументы и факты». В 2000—2001 годы — ведущий новостей на английском языке и передачи «Русский язык по радио» радиостанции «Голос России».
В 2001 г. пришёл в телекомпанию «ТВ Центр» на должность редактора, позднее стал комментатором международной информации. В это время взял творческий псевдоним Нестеров, под которым стал работать и в дальнейшем (Владимира назвали в честь деда по материнской линии — Владимира Нестерова).
С февраля 2006 по октябрь 2012 гг. — специальный корреспондент программы «Время» «Первого канала». Входил в кремлёвский пул.
С декабря 2012 по февраль 2017 гг. — журналист круглосуточного информационного телеканала «Россия-24». Вёл линейный эфир выпусков новостей (до октября 2014 года) и ток-шоу «Сенат» (до марта 2017 года). Был автором аналитических материалов на международную тематику, освещал события в качестве корреспондента ВГТРК, выступал как интервьюер (в том числе — на иностранном языке), а также вёл некоторые выпуски информационных программ («Горизонты атома», «Транспорт» и другие).
2 июля 2013 года в 6:38 (по московскому времени) Владимир Нестеров в прямом эфире телеканала «Россия-24» комментировал запуск ракеты-носителя «Протон-М» с тремя спутниками «Глонасс-М», во время которого произошла авария. Сказанная им фраза: «Но что-то, кажется, идёт не так», — стала крылатой и впоследствии неоднократно цитировалась.
С 2014 г. — ведущий информационных программ («Новости» и «Новости. Сюжеты недели») на телеканале Совета Федерации «Вместе-РФ». С 2016 г. — руководитель отдела документальных и специальных проектов. В этом же году награжден памятной медалью Президента РФ за значительный вклад в подготовку и проведение XXII Олимпийских зимних игр и XI Паралимпийских зимних игр 2014 года в г. Сочи.
Автор ряда документальных фильмов: «Омск. Третья столица» (2016), получивший, в том числе, и критические отзывы в некоторых региональных СМИ; «Парламент в зеркале революции» (2017), фильм, посвященный 137-й Ассамблее Межпарламентского Союза (Санкт-Петербург, 2017) на русском, английском и французском языках, «Евразийский женский форум» (2015), «Второй Евразийский женский форум» (2018) на русском и английском языках и других д/ф.
В 2017 году за фильм «Карачаево-Черкесия — 25» был удостоен почётного звания «Заслуженный журналист КЧР».
В 2018 году получил благодарность председателя Совета Федерации В. Матвиенко «За большой вклад в подготовку и проведение Второго Евразийского женского форума».

## Семья
Отец — Абдель Салям Али Шахбаз, филолог, переводчик, автор ряда русско-арабских словарей и разговорников.
Жена — Анна Аверина, телеведущая («ТВ Центр», 1997—2015 гг.). Воспитывают двух дочерей.
Старший брат — Самир, журналист, телеведущий, возглавлял бюро «РИА Новости» в Вашингтоне.